# Хийденъярви
Хи́йденъя́рви (фин. Hiidenjärvi) — озеро на территории Каменногорского городского поселения и Светогорского городского поселения Выборгского района Ленинградской области, а также области Южной Карелии Республики Финляндии.

## Общие сведения
Площадь озера — 1,6 км². Располагается на высоте 71,5 метров над уровнем моря.
Форма озера треугольная, продолговатая: вытянуто с северо-запада на юго-восток. Берега каменисто-песчаные, преимущественно возвышенные.
Из северо-западной оконечности озера вытекает безымянный водоток, впадающий в озеро Пурнуярви (на территории Финляндии), откуда вытекает безымянный ручей, втекающий в реку Новосёловку, которая впадает в озеро Свободное, из которого воды, протекая озёра Бородинское и Михалёвское, попадают в реку Козловку, впадающую в озеро Любимовское. Из Любимовского воды по реке Дымовке попадают в Вуоксу.
По центру озера расположен один относительно крупный (по масштабам водоёма) остров без названия.
Название озера переводится с финского языка как «озеро Хийси».
Код объекта в государственном водном реестре — 01040300211102000012455.